# 保罗·戈登
小保罗·C·戈登（英語：Paul C. Gordon Jr.，1927年4月8日—2002年11月2日），美国NBA联盟前职业篮球运动员。